# Soltész József (költő)
Soltész József (Szatmárnémeti, 1945. szeptember 17. – Szatmárnémeti, 2006. szeptember 18.) erdélyi magyar költő, író.

## Életútja, munkássága
Középiskoláit szülővárosában végezte; magyar–német szakos tanári diplomát 1971-ben a BBTE-en szerzett. Utána Szatmárnémetiben szakfordító. 1990 után német nyelven publikált, nemcsak hazai, hanem németországi lapokban is.
„…írásainak többsége az emberek közötti kapcsolatok elhidegüléséről, illuzórikus voltáról szól – írta már Forrás-kötetéről Markó Béla – A párbeszéd, a hősök gesztusai, abszurd cselekedetei valami nagy magányosságról árulkodnak.” „…legtöbbször egy olyan jelrendszer működését írja le, amely már csak önmagáért létezik.” Novelláiban – írta ugyanő A *gyilkos és a másik öt című írásával kapcsolatban – „…sikerül megvalósítania az azonosulás és kívülállás egységét…” (Igaz Szó, 1974/2). Egy későbbi elbeszéléskötetéről írva Gyöngyösi Gábor úgy látta, hogy a szerző „a humor és az irónia mezsgyéjén” tanyázik, ám „…sajátságos, a humorral sok rokon vonást mutató gondolkodásmódja ellenére sem humorista, mint ahogy abszurd helyzetei olvastán sem tekinthetjük az abszurdokkal rokonnak”.

## Művei
- Ez a pasas nem Beckett? (elbeszélések, karcolatok, Bukarest, 1973. Forrás)[1]
- Két barna hold (versek, Kolozsvár, 1974)
- Éjféli mozdulatok (versek, Bukarest, 1975)
- Rettenetes Tihamér és más mesék (Bukarest, 1977)
- Nagy, jogos párviadal (elbeszélések, Bukarest, 1977)
- Hannibal der Schreckliche und andere Geschichten (ford. Erika Scharff, Bukarest, 1978)
- A kilenc kócos Bibi-Bábu regénye (meseregény, Bukarest, 1982)
- Árnyékbokszolók, avagy Gazdag lelkek szegény rokonai (regény, Kolozsvár, 1982)

## Fordításai
- Lucia Olteanu A világ egy virágkehelyben (Bukarest, 1984)
- Tiberiu Utan Csintalankodó (Bukarest, 1984) c. kötete